# Gare d’Anse
Gare d'Anse – przystanek kolejowy w Anse, w departamencie Rodan, w regionie Owernia-Rodan-Alpy, we Francji.
Dawna stacja Anse została otwarta w 1854 przez Compagnie du chemin de fer de Paris à Lyon (PL). Została zamknięta w grudniu 2006 roku i zastąpiona przez nowy przystanek, położony kilkaset metrów dalej na południe do centrum Anse.
Obecnie jest przystankiem kolejowym Société nationale des chemins de fer français (SNCF), obsługiwanym przez pociągi TER Rhône-Alpes. W pobliżu znajduje się kolejka turystyczna.